# 帕拉斯
帕拉斯（古希腊语：Πάλλας）希腊神话中的一个提坦。
根据神话，帕拉斯是提坦神克利俄斯与欧律比亚之子，珀耳塞斯和阿斯特赖俄斯的兄弟。他的配偶是大洋神女斯堤克斯（有提坦血统）。帕拉斯与斯堤克斯生了四个拟人化神：胜利女神尼刻、强壮之神克拉托斯、热情之神仄罗斯和暴力女神比亚，他们以坚决拥护宙斯的统治而著称。另一些神话提到月球女神塞勒涅也是帕拉斯所生。还有一些神话说帕拉斯是女妖斯库拉的父亲（而一般认为斯库拉是福耳库斯的孩子）。
帕拉斯可能是一个与战争有关的神祇，神话说他在与雅典娜遊戲時被誤殺。这一神话与特里同之女帕拉斯和癸干忒斯巨灵帕拉斯（两人均为雅典娜所杀）的神话有混同之处。
公元2世纪的希腊旅行家保萨尼阿斯说亚该亚地区的珀勒涅城是以帕拉斯的名字命名的。

## 资料来源
- 《世界神话辞典》，辽宁人民出版社，ISBN 7-205-00960-X
- 《古希腊罗马神话鉴赏辞典》，吉林出版社，ISBN 7-206-04846-3
- 《神话辞典》，（苏联）M·H·鲍特文尼克等，统一书号：2017·304